# Les Amants naufragés

Les Amants naufragés est un téléfilm français réalisé par Jean-Christophe Delpias, adapté du roman de Boileau-Narcejac Les Veufs.

## Synopsis
Tourmenté par sa jalousie amoureuse, un écrivain se retrouve dans un engrenage infernal.

## Fiche technique
- Titre : Les Amants naufragés
- Réalisation : Jean-Christophe Delpias
- Scénario : Antoine Lacomblez
- Chef opérateur : Laurent Machuel
- Montage : Véronique Graule
- Musique : Laurent Petitgand
- Production : Nicolas Blanc et Robert Guédiguian
- Société de production : Agat Films & Cie [réf. souhaitée]
- Pays :  France

## Distribution
- Robinson Stévenin : Stanislas Mirkine
- Simon Abkarian : Milo Garavan
- Jennifer Decker : Mathilde
- Horatiu Malaele : Liviu Ionescu
- Boris Bergman : Le père de Mathilde
- Benoît Solès : Lucas Méryl
- Gabrielle Forest : La mère de Mathilde

## Distinctions

### Récompenses
- Festival de la fiction TV de La Rochelle 2010 : Label Poitou Charentes des Animateurs Culturels